# Bredo Greve

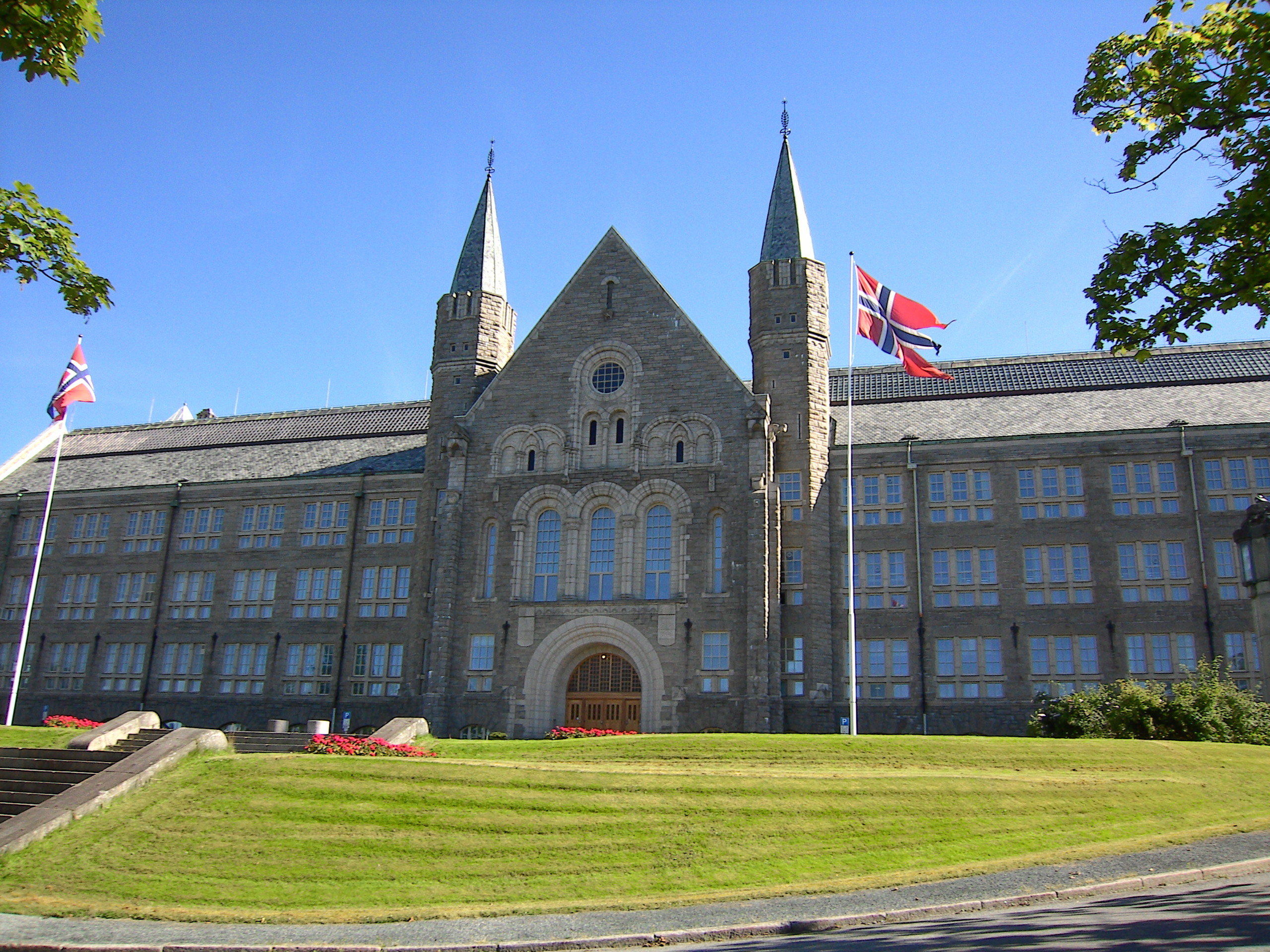
Norges tekniske høgskole

Adolf Bredo Stabell Greve, född 28 juni 1871 i Hamar, död 30 mars 1931 i Oslo, var en norsk arkitekt. Han var son till Mathias Sigwardt Greve. 
Greve utexaminerades 1891 som byggnadsingenjör på Kristiania tekniska skola och var därefter under två år anställd som ingenjörsassistent vid NSB:s brokontor och Kristiania ingenjörsväsende. Han studerade senare arkitektur vid högskolan i Berlin, var under två år assistent hos Bruno Schmitz där, etablerade sig 1897 som arkitekt i Kristiania och vann första pris vid flera av de största arkitekttävlingarna. 
Av Greves verk i Oslo kan nämnas Norges Brannkasse (tillsammans med Heinrich Jürgensen, 1897, rivet 1977) och Statens Håndverks- og Kunstindustriskole med Kunstindustrimuseet (tillsammans med Ingvar Hjorth 1898–1904). Hans främsta verk är dock Norges tekniske høgskoles huvudbyggnad i Trondheim (1902–14).